# Pedreres romanes de Cartagena
Les pedreres romanes de Cartagena són un jaciment arqueològic en el qual es mostren les restes d'una explotació de pedra de gres del temps de la Hispània romana. Es troben en la diputació de Canteras, a uns 4 km a l'oest de la ciutat espanyola de Cartagena (Regió de Múrcia).

## El jaciment
Es tracta d'un jaciment de gres i marga de color groc, format durant el Miocè, de fàcil talla i extracció, que va anar intensament explotat com a material de construcció per a la ciutat de Carthago Nova almenys des del segle iii a. C.
L'ús d'aquest gres, a les quals es dona el nom local de tabaire, està documentat àmpliament en tota l'urb. Alguns dels edificis en els quals es va utilitzar aquest material van ser:
- La muralla púnica de Cartagena, utilitzat en els paraments de la muralla.
- L'Augusteum i fòrum romà de Cartagena, usat en l'escalinata d'accés al temple capitolí.
- El teatre romà de Cartagena: pòrtic post-scaenam i aditi.

A causa de la porositat i fragilitat del material, moltes vegades era recobert amb marbre gris del Cabezo Gros de Torre Pacheco.

## Estat de conservació
Es conserva un gran front de pedreria de gran monumentalitat en el qual es poden apreciar fàcilment les marques de les eines de picapedrer.
Per la seva monumentalitat i valor paisatgístic, les pedreres romanes van ser declarades Bé d'Interès Cultural (BIC) per decret núm. 24/2001 del Govern de la Regió de Múrcia, amb categoria de lloc històric, establint-se un perímetre de protecció al voltant del jaciment.

## Valors naturals
L'entorn del jaciment està envoltat de cultius tradicionals de secà (ametller i garrofer principalment), mentre que l'interior de les pedreres està ocupat per vegetació silvestre autòctona.
En els talls de les pedreres nien xoriguers petits, mussols comuns, coloms i gralles.
L'Associació Naturalista ANSE va comprar diverses parcel·les dins de les pedreres que va utilitzar en un projecte de restauració arqueològica i ambiental denominat "Projecte Atabaire" i que van ser reforestades amb espècies autòctones com el xiprer de Cartagena (Tetraclinis) i la raríssima Cistus heterophyllus subsp. carthaginensis.

## Galeria

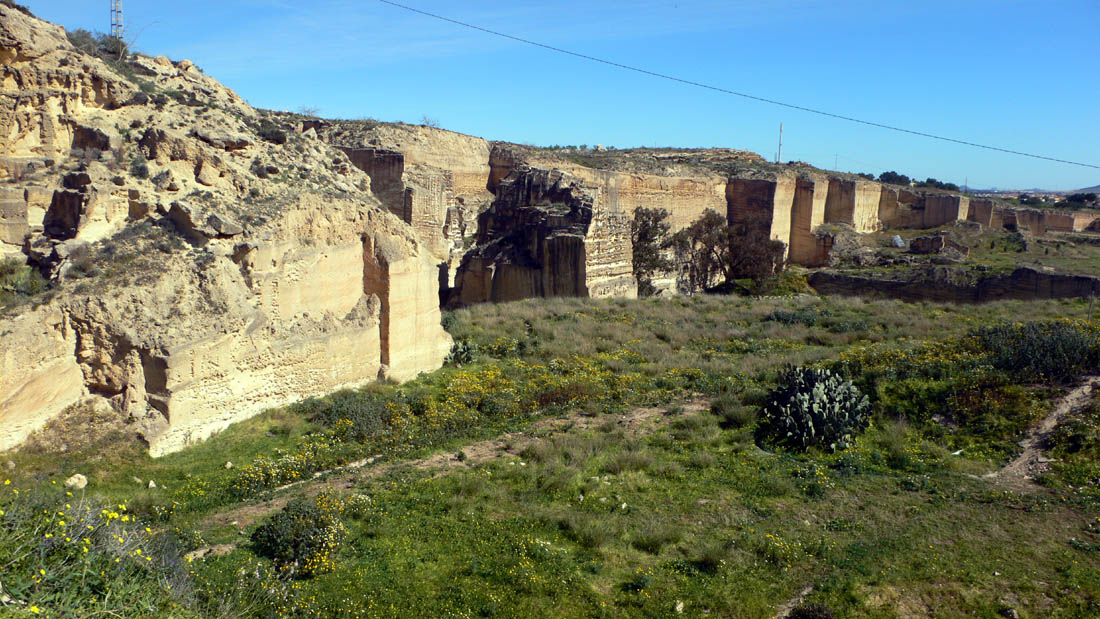
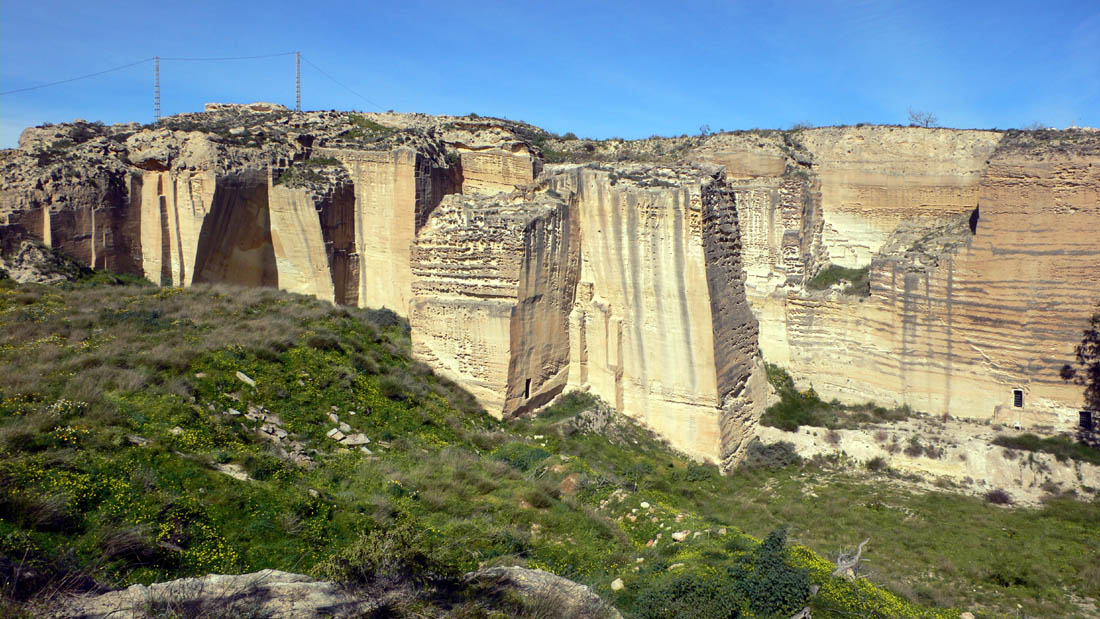
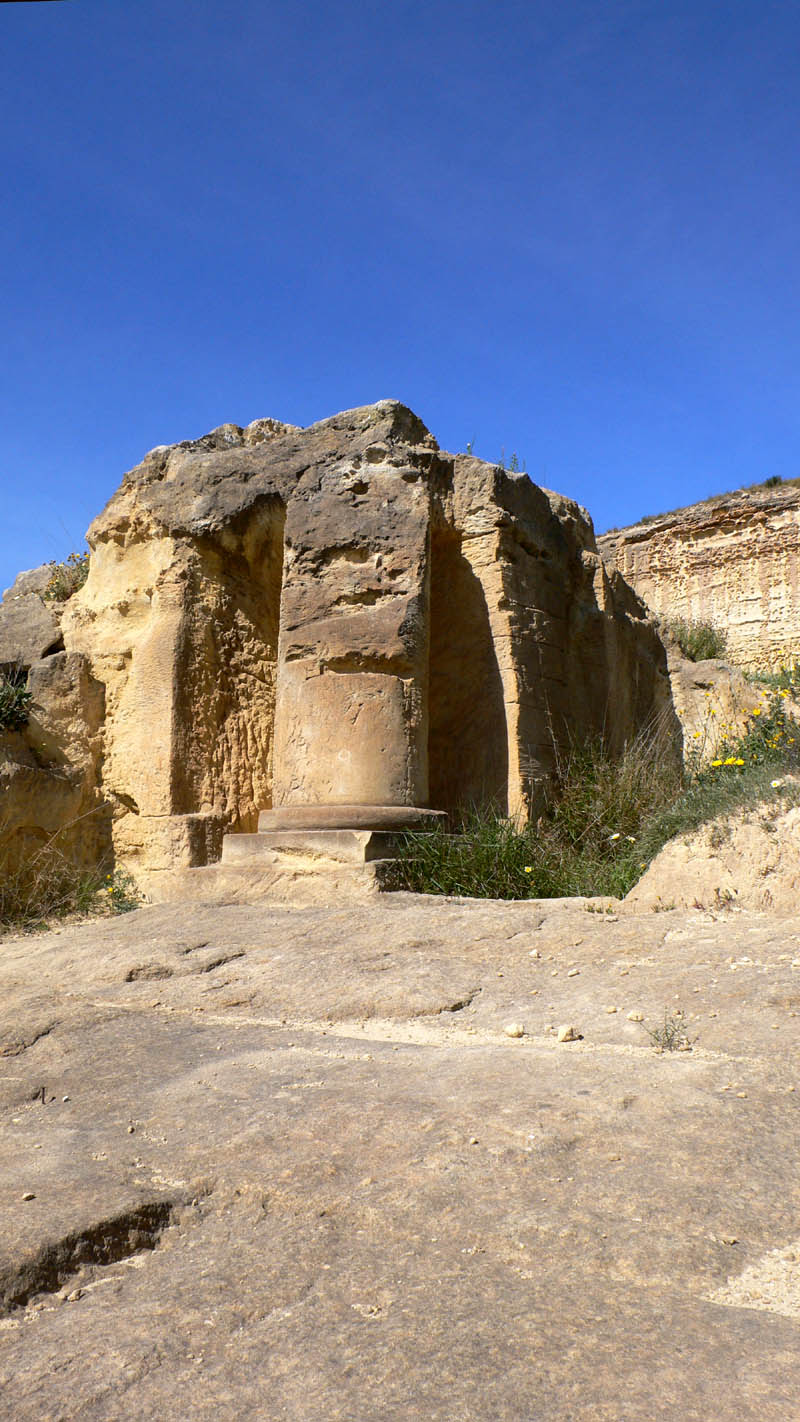
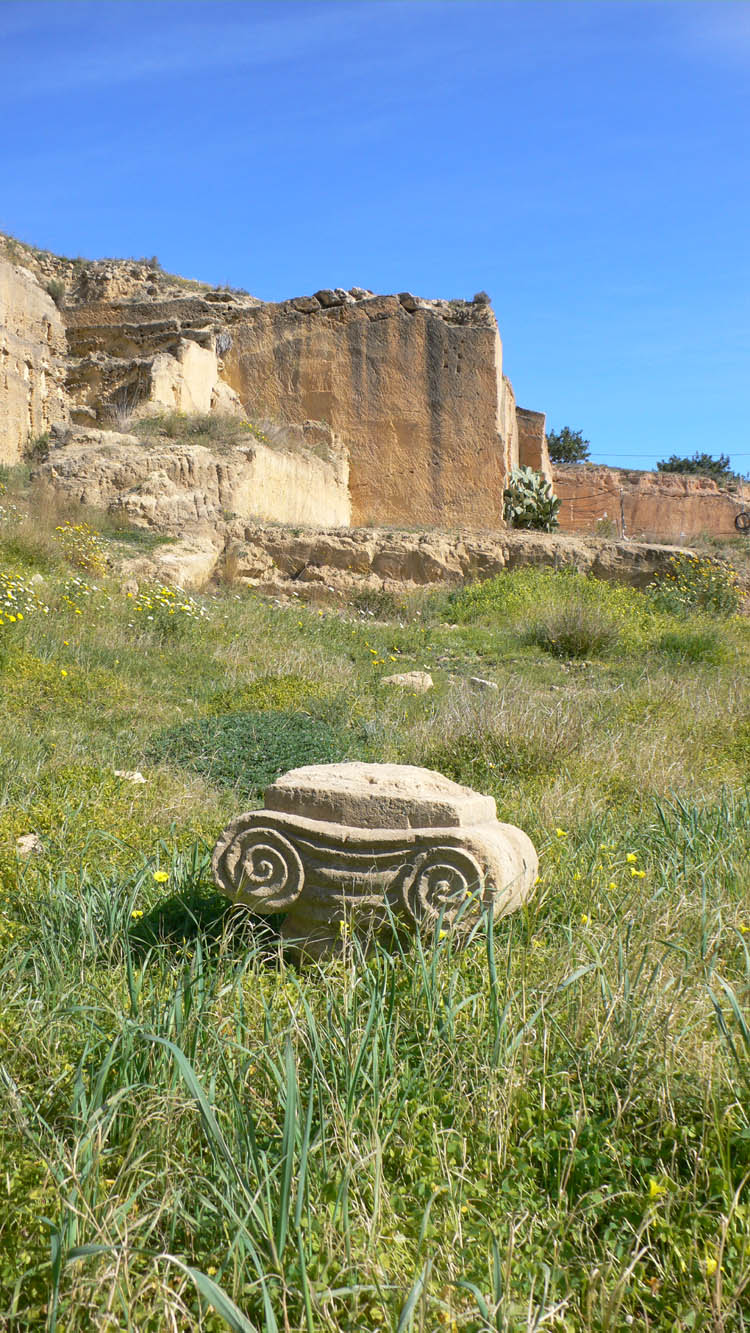